# Psychoda erminea
Psychoda erminea is een muggensoort uit de familie van de motmuggen (Psychodidae). De wetenschappelijke naam van de soort is voor het eerst geldig gepubliceerd in 1898 door Eaton.